# 简·鲁宾逊
简·鲁宾逊（英語：Jane Robinson，1969年12月12日—），澳大利亚女子赛艇运动员。她曾代表澳大利亚参加世界赛艇锦标赛，获得三枚金牌、一枚银牌和一枚铜牌。她也曾参加1996年、2000年和2004年夏季奥林匹克运动会。